# 大門町
大門町（だいもんまち）は、かつて富山県射水郡にあった町である。

## 地理
- 河川：庄川、和田川

### 隣接している自治体
- 高岡市
- 小杉町
- 大島町

## 歴史

### 沿革
- 1889年（明治22年）4月1日 - 町村制の施行により、射水郡大門新町、大門村、枇杷首村、百米木村、犬内村及び二口村の区域の一部の区域をもって、射水郡大門町が発足する。この時点での面積は1.00 km2[1]。
- 1954年（昭和29年）3月1日 - 射水郡大門町、浅井村、櫛田村、二口村及び水戸田村が合併して、射水郡大門町が発足する。
- 1968年（昭和43年）9月1日 - 射水郡小杉町及び大門町の区域の境界の一部を変更する。
- 2005年（平成17年）11月1日 - 新湊市並びに射水郡大島町、小杉町、大門町及び下村が合併して、射水市が発足する。

## 行政

### 歴代町長
| 代 | 氏名       | 就任           | 退任           |
| -- | ---------- | -------------- | -------------- |
| 1  | 北山宗治郎 | 1954年3月21日  | 1958年3月20日  |
| 2  | 炭谷外治郎 | 1958年3月21日  | 1970年11月2日  |
| 3  | 澤橋治志郎 | 1970年12月20日 | 1978年12月19日 |
| 4  | 烏帽子田清 | 1978年12月20日 | 1998年12月19日 |
| 5  | 田所稔     | 1998年12月20日 | 2005年10月31日 |

- 田所稔は引き続き射水市の職務執行者となった。

## 姉妹都市・提携都市

### 国内
- 剣淵町（北海道）
  - 1995年6月1日友好都市提携[3]
- 中能登町（石川県）
  - 1964年9月24日旧鹿島町とスポーツ姉妹都市提携[4]

## 教育

### 高等学校
- 富山県立大門高等学校

### 中学校
- 大門町大島町中学校組合立大門中学校（現 射水市立大門中学校）

### 小学校
- 大門町立浅井小学校（合併後は射水市立浅井小学校。2006年に大門小学校に統合）
- 大門町立櫛田小学校（合併後は射水市立櫛田小学校。2006年に大門小学校に統合）
- 大門町立大門小学校（現 射水市立大門小学校）

## 交通
- 大門町に鉄道駅はなかったが、隣接する大島町に越中大門駅があった。

### 道路
- 都道府県道
  - 主要地方道
    - 富山県道9号富山戸出小矢部線
    - 富山県道11号新湊庄川線
    - 富山県道57号高岡環状線
    - 富山県道58号高岡小杉線
    - 富山県道73号高岡青井谷線

  - 一般県道
    - 富山県道236号小杉大門線
    - 富山県道239号井栗谷大門線
    - 富山県道246号小泉高岡線
    - 富山県道322号八町大門線
    - 富山県道352号広上大門新線
    - 富山県道367号串田新黒河線

## 娯楽
1960年（昭和35年）の大門町には以下の映画館が存在した。
- 大門劇場 - 映画館（～1960年代）

## 名所・旧跡・観光スポット・祭事・催事
- 越中だいもん凧まつり（5月第3日曜日。枇杷首自治会と大門町児童クラブ連合会が行っていた行事を発展させる形で[6]、1979年5月20日に第1回を開催[7]、参加団体と担い手の減少および高齢化の為、2025年5月18日の開催が最後となった[6]。）
- 大門曳山まつり（10月第2日曜日）
- 串田新遺跡（国の史跡）
- 櫛田神社

## 出身有名人
- 正力松太郎（政治家、実業家、大門町名誉町民）
- 小林與三次（官僚、実業家、大門町名誉町民）
- 麻生正蔵（政治家、大門町名誉町民）
- 牛塚虎太郎（政治家、大門町名誉町民）
- 木倉玲美（アナウンサー）